# Protothelenellaceae
Protothelenellaceae es una familia de hongos liquenizados en la clase Lecanoromycetes.

## Géneros
- Mycowinteria
- Thrombium
- Protothelenella